# Alpiner Nor-Am Cup 2004/05
Die Saison 2004/05 des Nor-Am Cup im alpinen Skisport begann am 21. November 2004 in Jackson (Utah) bei den Herren und am 30. November 2004 in Winter Park (Colorado) bei den Damen. Sie endete am 1. April 2005 in Mammoth Mountain.
Die Tabellen zeigen die fünf Bestplatzierten in der Gesamtwertung und in den Disziplinwertungen Abfahrt, Super-G, Riesenslalom, Riesenslalom und Slalom sowie die drei besten Fahrer jedes Rennens.

## Herren

### Gesamtwertung
| Rang | Name         | Land               | Punkte |
| ---- | ------------ | ------------------ | ------ |
| 1    | John Kucera  | Kanada             | 1011   |
| 2    | Chip Knight  | Vereinigte Staaten | 595    |
| 3    | Brad Spence  | Kanada             | 554    |
| 4    | Ryan Semple  | Kanada             | 492    |
| 5    | Steven Nyman | Vereinigte Staaten | 468    |

### Abfahrt
| Rang | Name                   | Land               | Punkte |
| ---- | ---------------------- | ------------------ | ------ |
| 1    | John Kucera            | Kanada             | 340    |
| 2    | Steven Nyman           | Vereinigte Staaten | 198    |
| 3    | Manuel Osborne-Paradis | Kanada             | 180    |
| 4    | Justin Johnson         | Vereinigte Staaten | 160    |
| 5    | Jakub Fiala            | Vereinigte Staaten | 140    |

### Super-G
| Rang | Name           | Land               | Punkte |
| ---- | -------------- | ------------------ | ------ |
| 1    | John Kucera    | Kanada             | 330    |
| 2    | Brad Spence    | Vereinigte Staaten | 220    |
| 3    | Jakub Fiala    | Vereinigte Staaten | 160    |
| 4    | Steven Nyman   | Vereinigte Staaten | 140    |
| 5    | Justin Johnson | Vereinigte Staaten | 120    |

### Riesenslalom
| Rang | Name          | Land               | Punkte |
| ---- | ------------- | ------------------ | ------ |
| 1    | Ryan Semple   | Kanada             | 394    |
| 2    | Jimmy Cochran | Vereinigte Staaten | 331    |
| 3    | Tom Rothrock  | Vereinigte Staaten | 300    |
| 4    | John Kucera   | Kanada             | 290    |
| 5    | Chip Knight   | Vereinigte Staaten | 244    |

### Slalom
| Rang | Name             | Land               | Punkte |
| ---- | ---------------- | ------------------ | ------ |
| 1    | Chip Knight      | Vereinigte Staaten | 272    |
| 2    | Brad Spence      | Kanada             | 204    |
| 3    | Kentarō Minagawa | Japan              | 200    |
| 4    | Patrick Biggs    | Kanada             | 185    |
| 5    | Drew Roberts     | Vereinigte Staaten | 160    |

### Podestplätze
Disziplinen:
- DH = Abfahrt
- SG = Super-G
- GS = Riesenslalom
- SL = Slalom

| Datum      | Ort              | Dis. | 1. Platz                     | 2. Platz                              | 3. Platz                |
| ---------- | ---------------- | ---- | ---------------------------- | ------------------------------------- | ----------------------- |
| 21.11.2004 | Jackson          | SL   | Kentarō Minagawa (JPN)       | Ted Ligety (USA)                      | Akira Sasaki (JPN)      |
| 22.11.2004 | Jackson          | SL   | Kentarō Minagawa (JPN)       | Daniel Albrecht (SUI)                 | Akira Sasaki (JPN)      |
| 6.12.2004  | Beaver Creek     | GS   | Chip Knight (USA)            | Ryan Semple (CAN)                     | Tom Rothrock (USA)      |
| 7.12.2004  | Beaver Creek     | GS   | Tom Rothrock (USA)           | François Bourque (CAN)                | Jimmy Cochran (USA)     |
| 12.12.2004 | Lake Louise      | DH   | John Kucera (CAN)            | Manuel Osborne-Paradis (CAN)          | Roger Cruickshank (GBR) |
| 13.12.2004 | Lake Louise      | DH   | Manuel Osborne-Paradis (CAN) | John Kucera (CAN)                     | Jakub Fiala (USA)       |
| 14.12.2004 | Lake Louise      | SG   | Jakub Fiala (USA)            | Manuel Osborne-Paradis (CAN)          | Brad Spence (CAN)       |
| 15.12.2004 | Lake Louise      | SG   | John Kucera (CAN)            | Brad Spence (CAN)                     | Jakub Fiala (USA)       |
| 3.1.2005   | Sunday River     | GS   | Patrick Biggs (CAN)          | Ryan Semple (CAN)                     | Jesse Marshall (USA)    |
| 4.1.2005   | Sunday River     | GS   | John Kucera (CAN)            | Ryan Semple (CAN)                     | Chip Knight (USA)       |
| 5.1.2005   | Sunday River     | SL   | Patrick Biggs (CAN)          | Michael Janyk (CAN)                   | Paul McDonald (USA)     |
| 6.1.2005   | Sunday River     | SL   | Drew Roberts (USA)           | Brad Spence (CAN) Cody Marshall (USA) |                         |
| 8.3.2005   | Mont-Tremblant   | SL   | Chip Knight (USA)            | Paul Stutz (CAN)                      | Kilian Albrecht (AUT)   |
| 9.3.2005   | Mont-Tremblant   | SL   | Chip Knight (USA)            | Kilian Albrecht (AUT)                 | Roger Brown (USA)       |
| 10.3.2005  | Mont-Tremblant   | GS   | Jimmy Cochran (USA)          | Ryan Semple (CAN)                     | Tom Rothrock (USA)      |
| 11.3.2005  | Mont-Tremblant   | GS   | Jimmy Cochran (USA)          | Tom Rothrock (USA)                    | Jesse Marshall (USA)    |
| 14.3.2005  | Le Massif        | SG   | Justin Johnson (USA)         | John Kucera (CAN)                     | Erik Guay (CAN)         |
| 17.3.2005  | Le Massif        | DH   | John Kucera (CAN)            | Justin Johnson (USA)                  | Erik Guay (CAN)         |
| 18.3.2005  | Le Massif        | SG   | John Kucera (CAN)            | Brad Spence (CAN)                     | Stefan Guay (CAN)       |
| 1.4.2005   | Mammoth Mountain | DH   | Steven Nyman (USA)           | Justin Johnson (USA)                  | John Kucera (CAN)       |

## Damen

### Gesamtwertung
| Rang | Name             | Land               | Punkte |
| ---- | ---------------- | ------------------ | ------ |
| 1    | Brigitte Acton   | Kanada             | 658    |
| 2    | Jessica Kelley   | Vereinigte Staaten | 621    |
| 3    | Lauren Ross      | Vereinigte Staaten | 606    |
| 4    | Chelsea Marshall | Vereinigte Staaten | 510    |
| 5    | Caitlin Ciccone  | Vereinigte Staaten | 498    |

### Abfahrt
| Rang | Name             | Land               | Punkte |
| ---- | ---------------- | ------------------ | ------ |
| 1    | Sherry Lawrence  | Kanada             | 229    |
| 2    | Shona Rubens     | Kanada             | 226    |
| 3    | Caitlin Ciccone  | Vereinigte Staaten | 172    |
| 4    | Julia Littman    | Vereinigte Staaten | 128    |
| 5    | Chelsea Marshall | Vereinigte Staaten | 117    |

### Super-G
| Rang | Name               | Land               | Punkte |
| ---- | ------------------ | ------------------ | ------ |
| 1    | Sherry Lawrence    | Kanada             | 210    |
| 2    | Stacey Cook        | Vereinigte Staaten | 200    |
| 3    | Chelsea Marshall   | Vereinigte Staaten | 160    |
| 4    | Danielle Poleschuk | Kanada             | 134    |
| 5    | Chirine Njeim      | Libanon            | 121    |

### Riesenslalom
| Rang | Name              | Land               | Punkte |
| ---- | ----------------- | ------------------ | ------ |
| 1    | Jessica Kelley    | Vereinigte Staaten | 349    |
| 2    | Kristen Mielke    | Vereinigte Staaten | 329    |
| 3    | Sophie Splawinski | Kanada             | 310    |
| 4    | Brigitte Acton    | Kanada             | 278    |
| 5    | Lauren Ross       | Vereinigte Staaten | 260    |

### Slalom
| Rang | Name              | Land               | Punkte |
| ---- | ----------------- | ------------------ | ------ |
| 1    | Brigitte Acton    | Kanada             | 360    |
|      | Kaylin Richardson | Vereinigte Staaten | 360    |
| 3    | Lauren Ross       | Vereinigte Staaten | 346    |
| 4    | Jessica Kelley    | Vereinigte Staaten | 272    |
| 5    | Jenny Lathrop     | Vereinigte Staaten | 243    |

### Podestplätze
Disziplinen:
- DH = Abfahrt
- SG = Super-G
- GS = Riesenslalom
- SL = Slalom

| Datum      | Ort              | Dis. | 1. Platz                     | 2. Platz                     | 3. Platz                |
| ---------- | ---------------- | ---- | ---------------------------- | ---------------------------- | ----------------------- |
| 30.11.2004 | Winter Park      | SL   | Britt Janyk (CAN)            | Jenny Lathrop (USA)          | Brigitte Acton (CAN)    |
| 1.12.2004  | Winter Park      | SL   | Silke Bachmann (ITA)         | Brigitte Acton (CAN)         | Britt Janyk (CAN)       |
| 2.12.2004  | Winter Park      | GS   | Jessica Kelley (USA)         | Christina Lustenberger (CAN) | Ana Jelušić (CRO)       |
| 3.12.2004  | Winter Park      | GS   | Christina Lustenberger (CAN) | Britt Janyk (CAN)            | Kristen Mielke (USA)    |
| 7.12.2004  | Lake Louise      | SG   | Stacey Cook (USA)            | Sherry Lawrence (CAN)        | Christina Risler (CAN)  |
| 8.12.2004  | Lake Louise      | SG   | Stacey Cook (USA)            | Caitlin Ciccone (USA)        | Chelsea Marshall (USA)  |
| 12.12.2004 | Lake Louise      | DH   | Caitlin Ciccone (USA)        | Shona Rubens (CAN)           | Sherry Lawrence (CAN)   |
| 13.12.2004 | Lake Louise      | DH   | Sherry Lawrence (CAN)        | Kate Bragg (USA)             | Shona Rubens (CAN)      |
| 2.1.2005   | Mont Sainte-Anne | SL   | Kaylin Richardson (USA)      | Brigitte Acton (CAN)         | Katie Hitchcock (USA)   |
| 3.1.2005   | Mont Sainte-Anne | SL   | Kaylin Richardson (USA)      | Lauren Ross (USA)            | Brigitte Acton (CAN)    |
| 4.1.2005   | Mont Sainte-Anne | GS   | Sophie Splawinski (CAN)      | Caitlin Ciccone (USA)        | Kristen Mielke (USA)    |
| 5.1.2005   | Mont Sainte-Anne | GS   | Jessica Kelley (USA)         | Sophie Splawinski (CAN)      | Brigitte Acton (CAN)    |
| 6.2.2005   | Apex             | SG   | Danielle Poleschuk (CAN)     | Sherry Lawrence (CAN)        | Chelsea Marshall (USA)  |
| 8.3.2005   | Craigleith       | SL   | Kaylin Richardson (USA)      | Anna Goodman (CAN)           | Jenny Lathrop (USA)     |
| 9.3.2005   | Craigleith       | SL   | Lauren Ross (USA)            | Brigitte Acton (CAN)         | Kaylin Richardson (USA) |
| 10.3.2005  | Georgian Peaks   | GS   | Kristen Mielke (USA)         | Sophie Splawinski (CAN)      | Brigitte Acton (CAN)    |
| 11.3.2005  | Georgian Peaks   | GS   | Brigitte Acton (CAN)         | Kristen Mielke (USA)         | Jessica Kelley (USA)    |
| 17.3.2005  | Le Massif        | DH   | Emily Brydon (CAN)           | Kelly VanderBeek (CAN)       | Geneviève Simard (CAN)  |
| 1.4.2005   | Mammoth Mountain | DH   | Jonna Mendes (USA)           | Caroline Lalive (USA)        | Julia Mancuso (USA)     |